# 냉각기

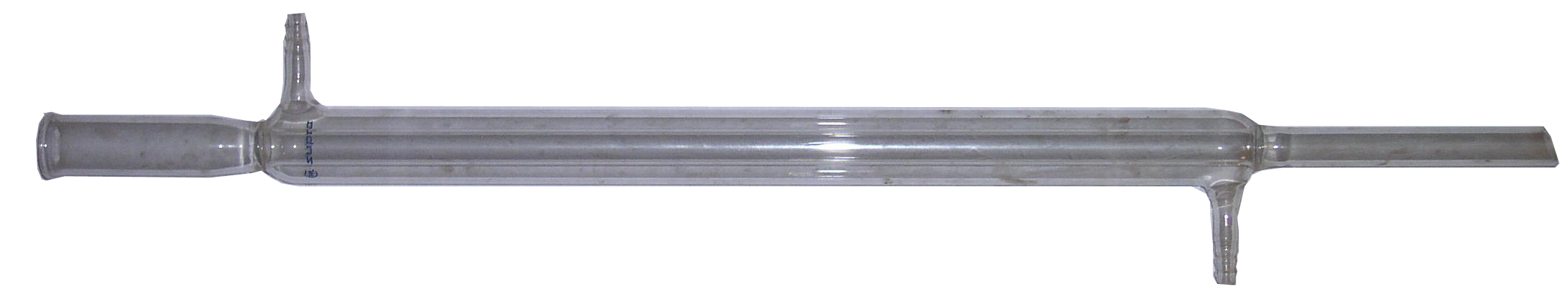
리비히 냉각기

실험실에서 냉각기(冷却器)는 증기나 액체를 차게 하는 실험기구이다. 종류에 따라서는 냉각관 (冷却管)이라고도 불린다.

## 같이 보기
- 복수기